# Midian (album)
Pour les articles homonymes, voir Midian.
Albums de Cradle of Filth
From the Cradle to Enslave
(1999) Bitter Suites to Succubi
(2000)
Midian est le quatrième album studio du groupe de Metal extrême Britannique Cradle of Filth sorti en 2000 sous le label Music For Nations. 

## Description
'Midian' est considéré par beaucoup[évasif] comme étant l'album le plus commercial et le plus accessible d'écoute de toute leur discographie jusqu'à maintenant. Les thèmes et les paroles de l'album ont été grandement inspirées de la nouvelle Cabal de l'écrivain Clive Barker. Alors que les claviers prenaient de plus en plus d'importance à chaque nouvel album, la musique de 'Midian' est plus orientée vers les guitares[réf. nécessaire]. L'illustration de la pochette de l'album a été créée par JK Potter. Le titre Cthulhu Dawn est une référence à un personnage d'une des écritures du romancier d'horreur Howard Phillips Lovecraft. De nombreux groupes de Metal ont repris ce personnage, comme Metallica dans son titre The Call of Ktulu, ou bien encore Morbid Angel ou Bal-Sagoth La phrase d'intro du titre Lord Abortion est une citation du film Brazil de Terry Gilliam (la voix est de Kim Greist dans le film, mais de Toni King, la femme de Dani Filth, dans l'album).Le titre de la chanson Amor E Morte est le latin de l'amour et la mort. Une vidéo a été tournée pour le titre Her Ghost in the Fog, qui a rencontré un certain succès[évasif]. Le titre Swansong for a Raven de l'album Nymphetamine est en quelque sorte la suite de ce titre.

## Général
Suivant la dynastie des principaux albums la carrière du groupe, Midian marque une période importante chez Cradle of Filth. Notons avant cette œuvre une période se rapprochant plus du véritable black metal (agrémentée d'une touche symphonique évoluant constamment), puis après, une série d'albums allant d'une compilation, Bitter Suites To Succubi [2001], vers un album 'live', soit Live Bait For The Dead [2002]. Les albums suivants prirent rapidement une allure différente du véritable son d'antan, délaissant l'aspect black metal vers une musique qualifiée par les membres du groupe de métal extrême. Midian constitue donc un tournant en sortant de l'underground. 
Chaque pièce explore un sombre aspect de la vie et de la mort, constituant un ultime condensé des messages véhiculés par le groupe depuis, à cette époque, dix années. Les thèmes traités dans les albums précédents sont repris avec une touche satanique provenant d'une part du travail du parolier et d'une autre du claviériste. Les ajouts symphoniques de l'album précédent, Cruelty and the Beast, sont conservés. 
Entouré d'une aura purement maléfique, les injures envers le christianisme se multiplient à plusieurs niveaux, tirant un nombre impressionnant de liens avec les valeurs du satanisme moderne. Puisant l'inspiration de la littérature du passé et des évènements les plus sombres qu'il le pouvait, Daniel Davey a composé les paroles qui s'avèrent être un summum qu'il n'avait jamais atteint auparavant. Un langage aussi riche a été rarement vu au sein des groupes de métal extrême de cette époque.

## Détail
Cradle of Filth réalise ses œuvres en basant la thématique centrale des albums autour d'un point précis. La détermination de ce point donne la touche particulière à chaque album. Le chef du groupe, le chanteur et compositeur Daniel Davey, détermine par les évènements littéraires un sujet qui fera le cœur de chaque album. Les musiciens doivent donc jouer dans ce sens. Dans cette perspective, Midian reçoit un mandat bien particulier. Dans l'ensemble de la carrière du groupe, Midian est le dernier album de la phase underground, ce qui marque une phase de transition extrême. En ce sens, Midian est l'opus avant le début du virage commercial du groupe.

## Composition
- Dani Filth - Chant
- Paul Allender - Guitare
- Gian Pyres - Guitare
- Robin Eaglestone - Basse
- Martin Powell - Claviers
- Adrian Erlandsson - Batterie

## Titres
| No  | Titre                                                      | Durée |
| --- | ---------------------------------------------------------- | ----- |
| 1.  | At the Gates of Midian (titre instrumental)                | 2:21  |
| 2.  | Cthulhu Dawn                                               | 4:17  |
| 3.  | Saffron's Curse                                            | 6:32  |
| 4.  | Death Magick for Adepts                                    | 5:53  |
| 5.  | Lord Abortion                                              | 6:51  |
| 6.  | Amor E Morte                                               | 6:44  |
| 7.  | Creatures That Kissed in Cold Mirrors (titre instrumental) | 3:00  |
| 8.  | Her Ghost in the Fog                                       | 6:24  |
| 9.  | Satanic Mantra (titre instrumental)                        | 0:51  |
| 10. | Tearing the Veil from Grace                                | 8:13  |
| 11. | Tortured Soul Asylum                                       | 7:46  |

## Pistes
1. At the Gates of Midian : 
Fruit du travail de Martin 'Foul' Powell, cette pièce représente une progression vers les portes de la cité démoniaque connue sous l'appellation Midian. À mesure que le temps passe, le volume général de la pièce, uniquement constituée de clavier et d'ajouts symphoniques, augmente avec une passion ardente qui montre en un sens plus qu'un désir franchir ces portes. Un appel et l'éveil de pulsions envahissent l'auditeur qui est transporté vers la seconde pièce où il découvre ce que cette passion recèle vraiment.
2. Cthulhu Dawn : 
L'éveil du monstre. Certains liens[évasif] sont à tisser entre la littérature qui passionne le parolier du groupe et la signification de Cthulhu.